# Голубицкий, Олег Борисович
Оле́г Бори́сович Голуби́цкий (7 июня 1923, Москва, СССР — 7 сентября 1995, там же, Россия) — советский и российский актёр, заслуженный артист РСФСР (1988). Ветеран Великой Отечественной войны.

## Биография
Родился 7 июня 1923 года в Москве в семье военнослужащего, мать была домашней хозяйкой. В 1930-е годы отец, Борис Сергеевич Голубицкий, был осуждён.
В июне 1941 года добровольцем ушёл на фронт, воевал на Западном фронте, но уже в ноябре был ранен. После лечения был демобилизован и уехал в Коми АССР, поближе к отцу, устроился чертёжником на механический завод, где проработал до 1944 года.
Затем поступил во ВГИК, в актёрскую мастерскую Василия Ванина. После окончания ВГИКа вошёл в труппу Театра-студии киноактёра.
Дебютировал в кино в 1950 году. В роли Игоря Варенцова («Испытание верности», 1954) создал психологически точный образ демагога и приспособленца. Известен по роли Аркадия Аверина из фильма «В добрый час!» (1956), в дальнейшем повторил актёрскую судьбу своего героя из этого фильма  — играл эпизодические роли в различных фильмах (сказалось и слабое здоровье, проблемы с сердцем). Запомнился его ротмистр Волин в телевизионном фильме «Адъютант его превосходительства».

### Последние годы жизни
В 1995 году поступил в больницу с сердечным приступом.
Скончался 7 сентября 1995 года в Москве, на 73-м году жизни. Похоронен рядом со своим отцом на Введенском (Немецком) кладбище (3 уч.).

## Семья
- Вдова — Серафима Холина (1923—2021), актриса. Прожил с ней в браке 46 лет.
- Дочь — Людмила (род. 1955), работник министерства.

## Фильмография
1. 1950 — Донецкие шахтёры — Карпенко
2. 1951 — Тарас Шевченко — студент
3. 1953 — Чук и Гек — член геологоразведывательной экспедиции
4. 1954 — Испытание верности — Игорь Варенцов
5. 1956 — Без вести пропавший — поляк
6. 1956 — В добрый час! — Аркадий Аверин
7. 1956 — Есть такой парень — инженер Безводов
8. 1956 — Убийство на улице Данте — Клод Жюно
9. 1959 — Его поколение
10. 1959 — Жажда — Лемке
11. 1959 — Майские звёзды — солдат
12. 1959 — Хождение по мукам — Шарыгин
13. 1960 — Мичман Панин — Станислав Михайлович Пекарский
14. 1961 — Ночь без милосердия — Хард
15. 1961 — Пять дней, пять ночей — адъютант
16. 1962 — Мой младший брат  — Борис Голубев
17. 1963 — Это случилось в милиции — майор Каляев
18. 1964 — Ракеты не должны взлететь — Клифтон
19. 1964 — Свет далёкой звезды — капитан в военкомате
20. 1964 — Я — «Берёза» — адъютант немецкого генерала
21. 1965 — Пограничная тишина — врач на погранзаставе
22. 1965 — Сквозь ледяную мглу — Смирнов
23. 1967 — Майор Вихрь — переводчик Гюнтер
24. 1967 — Николай Бауман — Сергей Петрович Волков
25. 1967 — Путь в «Сатурн» — офицер Абвера
26. 1968 — Исход — Андрей Лукич Сомов
27. 1968 — Крах — Бенеш
28. 1969 — Братья Карамазовы
29. 1969 — Адъютант его превосходительства — ротмистр Волин
30. 1969 — Директор — Карпенко
31. 1970 — Возвращение «Святого Луки» — Павел Игнатьевич Сахаров, полковник КГБ
32. 1970 — Поезд в завтрашний день
33. 1971 — Украденный поезд
34. 1972 — Бой после победы — офицер Абвера
35. 1973 — Дети Ванюшина — Павел Сергеевич Щёткин, муж Клавдии
36. 1973 — Надежда — Борис Андреевич, доктор
37. 1973 — Человек в штатском
38. 1974 — Жребий — отец Голикова
39. 1974—1977 — Рождённая революцией — Сурков/Заньковский
40. 1975 — Родины солдат — Барабанов, староста барака
41. 1976 — Жизнь и смерть Фердинанда Люса — Вебер
42. 1976 — Преступление — Шапурин
43. 1977 — Счёт человеческий
44. 1978 — В день праздника
45. 1978 — В зоне особого внимания — Глеб Николаевич, подполковник «южных»
46. 1978 — Иванцов, Петров, Сидоров  — Лисин, заместитель директора
47. 1978 — Предварительное расследование — Фёдор Александрович, председатель райисполкома
48. 1978 — Уроки французского — Василий Андреевич, директор школы
49. 1978—1983 — Молодость (киноальманах)
50. 1979 — Вкус хлеба — Михаил Петрович Гусаков
51. 1980 — И вечный бой… Из жизни Александра Блока — священник
52. 1980 — Крах операции «Террор» — эсер
53. 1981 — Портрет жены художника — Николай Никитенко
54. 1981 — 34-й скорый — Семён Игнатьевич, начальник поезда
55. 1982 — Формула света
56. 1983 — Подросток — Стебельков
57. 1983 — Ученик лекаря — Вазили, царский лекарь
58. 1984 — Поручить генералу Нестерову
59. 1984 — Счастливая, Женька!
60. 1984 — Человек-невидимка — Эдай
61. 1985 — Победа — Эттли
62. 1985 — Корабль пришельцев
63. 1985 — Одиночное плавание — адмирал флота
64. 1985 — Третье поколение
65. 1986 — Выкуп — доктор
66. 1986 — Чичерин
67. 1987 — Прощай, шпана замоскворецкая… — Андрей Викторович, учитель истории
68. 1988 — Гражданский иск
69. 1989 — Степан Сергеевич
70. 1990 — Пропал друг
71. 1992 — Разыскивается опасный преступник — Чеботарёв, секретарь ЦК КПСС
72. 1993 — Полнолуние
73. 1994 — Чёрный клоун

### Киножурнал «Фитиль»
- 1992 — Выпуск № 362 (новелла «Допинг») — хозяин квартиры

### Киножурнал «Ералаш»
- 1993 — Выпуск № 99 (сюжет «Разговор») — прохожий

### Дубляж
1. 1952 — Огни рампы — Бодалинк (играет Норман Ллойд)
2. 1957 — 12 разгневанных мужчин — Присяжный № 1 (играет Мартин Болсам)
3. 1959 – Адам хочет быть человеком — Адам
4. 1964 — Звезда Улугбека – Али Кушч (играет Ульмас Алиходжаев)
5. 1964 — Лимонадный Джо — Лимонадный Джо (играет Карел Фиала)
6. 1965 — Верная Рука — друг индейцев — Тоби (играет Теренс Хилл)
7. 1973 — Хаос — Мосико (играет Ким Ерицян)
8. 1979 — Жандарм и инопланетяне — жандарм Жюль Берлико (играет Мишель Модо)
9. 1985 — Астерикс против Цезаря — Панорамикс, работорговец, декурион, караванщик
10. 1992 — Бетховен — Доктор Герман Варник (играет Дин Джонс)

### Озвучивание мультфильмов
- 1982 — Кто расскажет небылицу? — Царь

## Признание и награды
- 1985 — Орден Отечественной войны II степени[5]
- 1988 — Заслуженный артист РСФСР